# Saba el Got
Saba o Sabas el Got (Vall del Buzău, Valàquia, actual Romania, 334 - 372) fou un cristià romanès, martiritzat per no abjurar de la seva fe. És venerat com a sant a tota la cristiandat.

## Biografia
Nasqué en 334 de pares cristians gots a un poble de la vall del riu Buzău, a Valàquia (actual Romania). Segons les actes del martiri, havia estat cantor o lector de la comunitat cristiana local. En 371 el senyor got de la regió començà una persecució dels cristians. En arribar al poble de Sabas, obligaren als cristians a menjar carn provinent dels animals sacrificats als déus pagans. Segons la tradició, els habitants no cristians del poble, per ajudar els seus conciutadans, barrejaren carn normal amb la dels sacrificis, per tal que en mengessin i no rebessin cap càstig.
Així i tot, Sabas no en va voler menjar i fou desterrat, tot i que va tornar-hi poc després. Quan el senyor got anà al poble, demanà si encara hi havia algun cristià i Sabas proclamà públicament la seva fe. Els seus paisans van defensar-lo dient que era un pobre home mig foll, i el noble el deixà estar dient: «Aquest home no ens pot fer ni mal ni bé».
L'any següent (372), Sabas celebrà la Pasqua amb el sacerdot Sansalas. En fer-se pública la notícia, als tres dies hi arribà Atanarico, fill del rei got Rotesteu, i arrestà Sansalas enviant-lo a les autoritats. Sabas fou torturat al mateix poble, sense judici previ: fou arrossegat despullat per sobre de matolls amb espines i obligat novament a menjar carn dels sacrificis, la qual cosa tornà a refusar de fer.
Atanaric, llavors en guerra contra l'emperador romà Valent, condemnà Sabas a mort. Mentre pregava i predicava, Sabas fou llençat al riu Musæus (avui Buzău), afluent del Danubi, amb una gran pedra lligada al coll i amb el cos lligat a un pal.

## Veneració
El cos recuperat fou sebollit pels cristians i enviat, perquè estigués segur, al bisbe Ascoli de Tessalònica. Basili el Gran en demanà les relíquies a Juni Sorà, governador de la regió, i aquest les envià a Cesarea de Capadòcia en 373 o 374, amb una carta, l'Epístola de l'Església de Déu en Gòtia a l'Església de Déu situada a Capadòcia i a totes les esglésies locals de la Santa Església Universal, que és el document més antic compost en romanès, tot i que està escrit en grec. Basili contestà amb dues cartes adreçades al bisbe Ascoli, que qualifiquen Sabas d'"atleta de Crist" i "màrtir per la veritat"